# University College Hospital
University College Hospital est un centre hospitalier universitaire de Londres en Angleterre, situé tout près de la Gare d'Euston. C'est une composante du University College Hospitals London NHS Trust et il est associé à une des universités de Londres, la University College London (UCL).
Il a été fondé en 1834, huit ans après l'UCL, sous le nom de North London Hospital (hôpital du nord de Londres). C'est dans cet hôpital que, le 21 décembre 1846, le chirurgien britannique Robert Liston (chirurgien) a effectué la première opération sous anesthésie (de l'éther) en Europe.  Cet hôpital est devenu indépendant de l'UCL en 1905 et un nouveau bâtiment dessiné par Alfred Waterhouse a ouvert en 1906 et existe toujours.
Il a absorbé le National Dental Hospital en 1914 et Royal Ear Hospital en 1920. Le nouveau bâtiment de l'hôpital a été inauguré le 14 juin 2005.